# NGC 511
NGC 511 (również PGC 5103 lub UGC 936) – galaktyka eliptyczna (E), znajdująca się w gwiazdozbiorze Ryb. Odkrył ją Édouard Jean-Marie Stephan 26 października 1876 roku.